# Anisoplia parva
Anisoplia parva är en skalbaggsart som beskrevs av Ernst Gustav Kraatz 1883. Anisoplia parva ingår i släktet Anisoplia och familjen Rutelidae. Inga underarter finns listade i Catalogue of Life.